# Tomasz Poźniak
Tomasz Poźniak (ur. 18 listopada 1987) – polski piłkarz, futsalista, piłkarz plażowy, reprezentant w piłce nożnej plażowej. Uczestnik Euro Winners Cup w 2016 roku. Mistrz Polski z 2018 roku.

## Występy w reprezentacji
| Mecze i gole w reprezentacji A | Mecze i gole w reprezentacji A | Mecze i gole w reprezentacji A | Mecze i gole w reprezentacji A | Mecze i gole w reprezentacji A | Mecze i gole w reprezentacji A | Mecze i gole w reprezentacji A     |
| Lp.                            | Data                           | Miasto                         | Przeciwnik                     | Gol                            | Wynik                          | Rozgrywki                          |
| ------------------------------ | ------------------------------ | ------------------------------ | ------------------------------ | ------------------------------ | ------------------------------ | ---------------------------------- |
| 1.                             | 20.07.2018                     | Moskwa                         | Szwajcaria                     | Gol · Gol                      | 6:5                            | Europejska Liga Beach Soccera 2018 |
| 2.                             | 21.07.2018                     | Moskwa                         | Rosja                          | Gol                            | 3:6                            | Europejska Liga Beach Soccera 2018 |
| 3.                             | 22.07.2018                     | Moskwa                         | Azerbejdżan                    |                                | 6:9                            | Europejska Liga Beach Soccera 2018 |
| 4.                             | 03.08.2018                     | Mińsk                          | Włochy                         | Gol · Gol                      | 4:8                            | Europejska Liga Beach Soccera 2018 |
| 5.                             | 04.08.2018                     | Mińsk                          | Białoruś                       | Gol · Gol                      | 4:5                            | Europejska Liga Beach Soccera 2018 |
| 6.                             | 05.08.2018                     | Mińsk                          | Turcja                         | Gol                            | 7:9                            | Europejska Liga Beach Soccera 2018 |
| 7.                             | 14.08.2018                     | Kołobrzeg                      | Anglia                         |                                | 1:1, k. 5:4                    | mecz towarzyski                    |
| 8.                             | 15.08.2018                     | Kołobrzeg                      | Anglia                         | Gol · Gol · Gol · Gol          | 4:3                            | mecz towarzyski                    |